# Большой калифорнийский скат
Большой калифорнийский скат (лат. Raja binoculata) — самый крупный представитель семейства ромбовых скатов в прибрежных водах Северной Америки. Ареал простирается вдоль тихоокеанского побережья от Аляски до Нижней Калифорнии. Встречается на глубине от 3 до 800 м, обычно не глубже 100—120 м. Питается донными беспозвоночными и мелкой рыбой. Яйцевые капсулы большого калифорнийского ската могут содержать до семи яиц каждая, что отличает их от других скатов. Один из наиболее важных промысловых видов скатов в Калифорнии.

## Таксономия и этимология
Вид впервые описал в 1855 году французский зоолог Шарль Жирар. Через три года тот же исследователь произвёл ещё одно описание на основе заметок американского натуралиста Джеймса Купера, который нашёл разлагающуюся особь на побережье штата Вашингтон. Жирар выделил этого ската в самостоятельный вид, назвав в честь первооткрывателя — Raja cooperi, однако впоследствии название было сведено в синонимы Raja binoculata. Видовой эпитет binoculata образован от bi — два и oculus — глаз и связан с наличием у скатов двух выраженных глазчатых пятен на спинной стороне грудных плавников (так называемых «крыльев»). В некоторых источниках вид включали в род Dipturus.

## Распространение и местообитания
Широко распространённый вид на северо-востоке Тихого океана, от восточной части Берингова моря и Алеутских островов на севере до острова Седрос на юге. Редок южнее мыса Консепсьон в Калифорнии. Обитает в прибрежных заливах и эстуариях над континентальным шельфом, обычно над песчаными и илистыми грунтами, но изредка встречается над прибрежными зарослями бурых водорослей. В отмеченном диапазоне местообитаний до 800 м скаты редко встречаются глубже 120 м. Частота встречаемости прогрессивно возрастает по мере приближения к берегу в северной части ареала.
Многочисленный вид у берегов Британской Колумбии, где предпочитает глубины от 26 до 33 м и температуру от 7,6 до 9,4 °С.

## Описание
Максимальная зарегистрированная длина тела 2,4 м, а масса 91 кг, хотя обычно длина не превышает 1,8 м. Диски грудных плавников имеют уплощенную алмазовидную форму, их ширина несколько превышает длину; рыло удлиненное и заостренное. Глаза небольшие и расположены сразу перед крупными брызгальцами. Зубы маленькие с заостренными концами; на верхней челюсти 24—48 зубов, расположенных рядами, на нижней челюсти — 22—45 зубов. Два маленьких спинных плавника расположены на хвосте, анальный плавник отсутствует, хвостовой плавник редуцирован до простой морщинки. Слабая выемка на каждом грудном плавнике.
У молоди гладкая кожа, тогда как у взрослых особей имеются небольшие шипы на спинной поверхности и верхней половине рыла между жаберными прорезями, а также на брюшной половине тела. Имеются два или три шипа на середине спинной стороны, ряд из 12—55 колючек (обычно 13—17) вдоль средней линии хвоста и шип между спинными плавниками. Некоторые старые особи имеют шип над каждым глазом. Спинная сторона тела окрашена в коричневые, красновато-коричневые, оливково-коричневые или серые цвета с вкраплениями небольших белых точек или редких разбросанных темных пятен. Два крупных темных пятна с палевыми краями расположены по одному на каждом крыле. Брюшная сторона белая иногда с темными точками или пятнами.

## Биология и экология

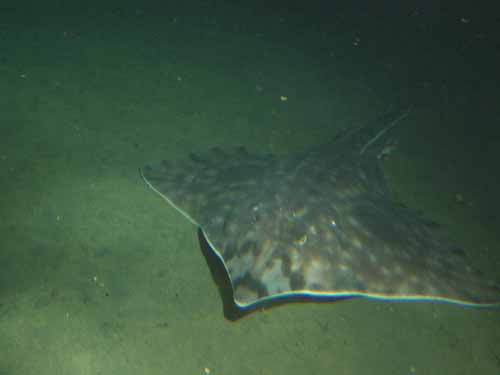
Самец большого калифорнийского ската, отдыхающий на дне

Подводные наблюдения показывают, что большие калифорнийские скаты обычно зарываются в грунт, а снаружи остаются видны только глаза. Питаются полихетами, моллюсками, ракообразными и небольшими донными рыбами. В диете молоди процентное соотношение полихет и моллюсков несколько выше, чем у взрослых особей. Известно, что хищником по отношению к скатам является плоскоголовая семижаберная акула ( Notorynchus cepedianus). Полагают, что глазчатые пятна на крыльях служат для отвлечения внимания хищников. Яйцевые капсулы скатов могут поедать молодые особи северного морского слона (Mirounga angustirostris). На теле скатов паразитируют  копеподы (Lepeophtheirus cuneifer).

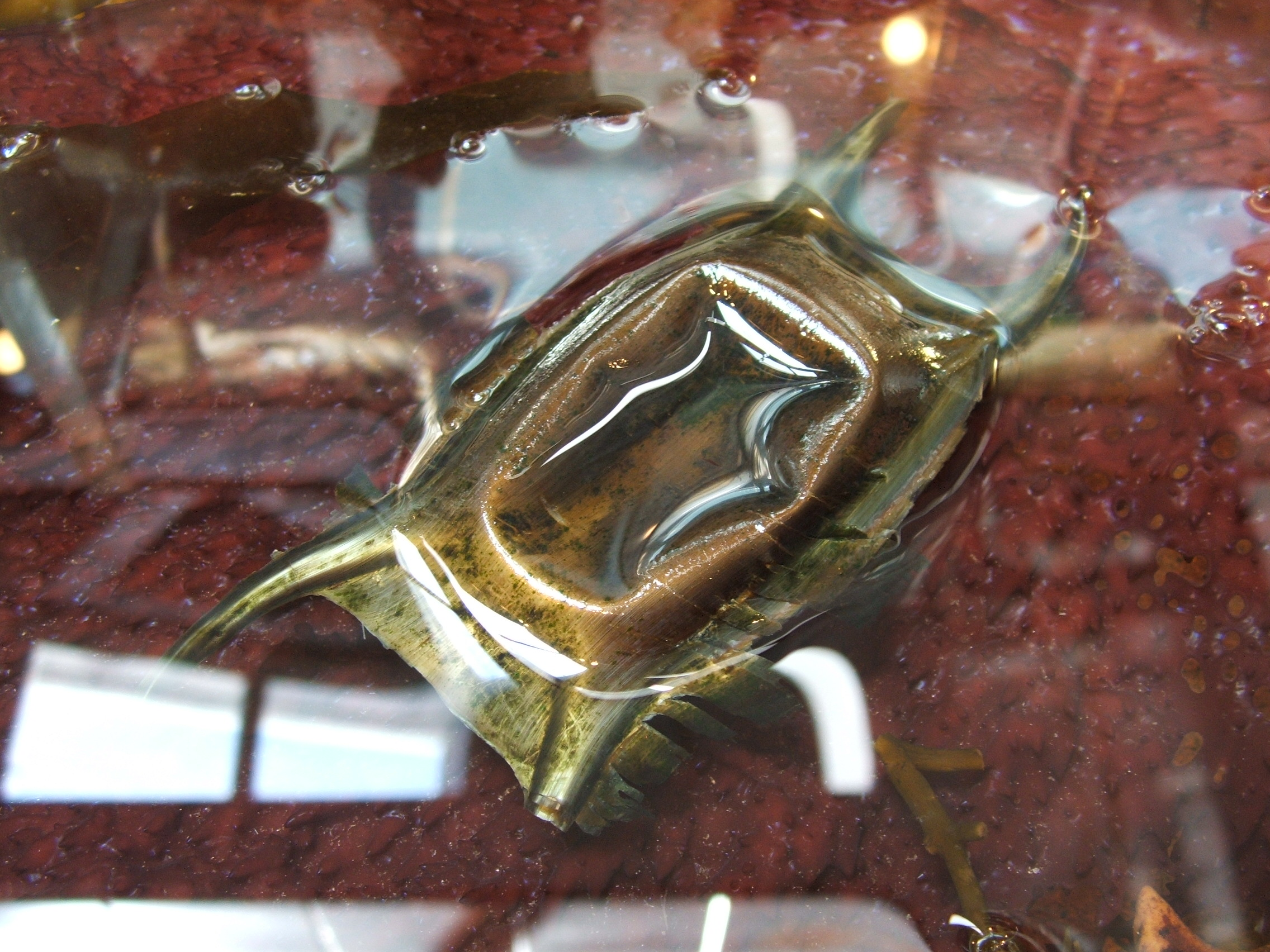
Яйцевая капсула («русалочий кошелек») большого калифорнийского ската

Относится к яйцекладущим видам с внутренним оплодотворением. В отличие от других ромбовых скатов, яйцевые капсулы больших калифорнийских скатов содержат более одного эмбриона. Выброшенные штормами или приливной волной на берег капсулы называют «русалочьим кошельком». Яйцевая капсула большого калифорнийского ската самая крупная по сравнению с капсулами других видов скатов, имеет длину 23—31 см и ширину 11—19 см. Капсулы продолговатой формы с куполообразной верхней поверхностью и почти плоской брюшной поверхностью. По бокам капсулы видны параллельные каёмки, которые становятся вогнутыми по направлению к центру капсулы. На концах капсулы расположены четыре тупоконечных широких рога, при этом задняя пара длиннее передней. Каждая капсула может содержать от одного до семи яиц (обычно 3—4).
Капсулы с яйцами откладываются парами на песчаное или илистое дно. Ярко выраженного нерестового сезона нет, и откладка яиц происходит в течение всего года.
Самки могут использовать различные нерестовые ложа, однако большинство яиц было найдено в определённых локальных областях.
Молодь вылупляется через 9 месяцев размером 18—23 см.
Самки созревают в возрасте 12—13 лет при длине тела 1,3—1,4 м, а самцы — в возрасте от семи до восьми лет при длине тела 0,9—1,1 м. Скорость роста скатов в заливе Аляска сравнима с таковой у берегов Калифорнии, но отличается от скорости роста у берегов Британской Колумбии. Продолжительность жизни у берегов Аляски до 15 лет, тогда как у берегов Британской Колумбии — до 26 лет.

## Взаимодействие с человеком
Большие калифорнийские скаты часто попадаются спортивным рыбакам, которые обычно их выпускают или выбрасывают. Эти скаты хорошо адаптируются в неволе и часто содержатся в океанариумах и публичных аквариумах. Является одним из наиболее важных промысловых скатов, облавливаемых у берегов Калифорнии, хотя по сравнению с другими промысловыми объектами имеет второстепенное значение. Обычно попадаются в виде прилова при промысле донными тралами. Грудные плавники продаются как «крылья ската» и употребляются в варёном или жареном виде.
В 1990-х годах рыночная стоимость «крыльев ската» выросла до 0,4—1 доллара за фунт, и уловы скатов в Калифорнии сразу выросли в 10 раз, траловый промысел стал поставлять приловы на рынок. В 2003 году целенаправленный лов большого калифорнийского ската и длинноносого ската (Raja rhina) был открыт в заливе Аляска. Последствия этой усиленной эксплуатации запасов не известны, но, вследствие низкой популяционной скорости воспроизводства этого вида, Международный союз охраны природы присвоил большому калифорнийскому скату статус «близок к уязвимому положению».